# 下連雀薬局内強盗殺人事件
下連雀薬局内強盗殺人事件（しもれんじゃくやっきょくないごうとうさつじんじけん）とは、2003年（平成15年）10月24日に東京都三鷹市で発生した強盗殺人事件。警視庁による正式名称は下連雀三丁目薬局店内強盗殺人事件。

## 事件の概要
2003年（平成15年）10月24日午後8時20分ごろ、下連雀三丁目にある薬局店に2人組の男が閉店後半分シャッターが閉まった店内に押し入った。店内には店長の男性と薬剤師の女性がおり、2人組は押し入ってすぐ店長を刃物で襲った。約5分後には第一発見者が119番通報したが、犯人は逃走。店内には売上金があったが、手付かずだった。店長の男性は背中などを刺されており死亡、女性は手を負傷した。
犯行前日、犯人に類似した中国人の男2人組が、近くのコンビニエンスストアで現場に残されたものと同種の粘着テープとマスクを購入する姿が防犯カメラに捉えられていた。犯行当時、現場から150メートルのところに別の複数の中国人と居住しており、アパートの部屋からは現場に残された模造銃の部品と同種のマスクが見つかった。

### 被疑者の1人を逮捕
2004年（平成16年）2月3日、被疑者である中国人の男の1人が大阪市内にて出入国管理及び難民認定法違反容疑で逮捕された。男は容疑を認めているが、「自分は刺してはいない」とも供述しているという。同年2月13日、強盗殺人容疑で再逮捕した。

### 被疑者の逃亡
同年5月7日にもう1人の男について強盗殺人容疑で逮捕状を取り、全国に指名手配した。10月14日、警視庁は被疑者を国際刑事警察機構（ICPO）を通じて国際指名手配した。2003年（平成15年）12月21日に偽造パスポートを使い、成田国際空港から香港経由で中華人民共和国に出国したことが判明している。

### 共犯の中国人1人に対する裁判
2004年（平成16年）4月20日、東京地裁八王子支部（大渕敏和裁判長）で初公判が開かれ、起訴事実を一部否認した。
2005年（平成17年）3月1日、論告求刑公判が開かれ、検察側は「冷酷、残忍極まりない犯行で、動機も極めて自己中心的。社会に与えた衝撃や不安は深刻」として無期懲役を求刑した。
2005年（平成17年）7月1日、東京地裁八王子支部（小原春夫裁判長）で判決公判が開かれ「殺意は認められず、強盗殺人罪の共同正犯は成立しない」として懲役15年の判決を言い渡した。

## 指名手配犯
- 生年月日：1973年10月17日
- 出身地：中国・福建省
- 身長：180cm位
- 体格：やせ型
- 特徴：眼鏡をかける